# Needles'n Pins
Needles'n Pins, född 10 april 2001 i Limhamn i Skåne län, död 2013 på Mellby Gård i Skåne län, var en svensk varmblodig travhäst. Hon tränades och kördes av Lutfi Kolgjini.
Needles'n Pins tävlade åren 2003–2006 och sprang in 2,7 miljoner kronor på 49 starter varav 13 segrar, 8 andraplatser och 7 tredjeplatser. Hon tog karriärens största segrar i Långa E3 (2004), Korta E3 (2004) och Jägersros Stora Treåringspris (2004). Hon kom även på andraplats i Ina Scots Ära (2005) och på tredjeplats i Svenskt Trav-Oaks (2004).
Hennes dubbla segrar i båda E3-finalerna 2004 gör att hon tillhör den skara om sju hästar (Mascate Match 2019, Tamla Celeber 2010, Needles'n Pins 2004, Giant Diablo 2003, Rae Boko 2002, Monkey Ride 1999, Montana Chill 1998) som vunnit båda E3-finalerna i klassen för ston.
Sommaren 2006 såldes hon till Mellby Gård för 2,7 miljoner kronor på Kolgjinis årliga hästauktion. Hon gjorde karriärens sista start i Sto-SM i oktober 2006, där hon slutade oplacerad. Efter karriären blev hon avelssto hos Mellby Gård. Hon fick sin första registrerade avkomma Mellby Beautiful den 3 februari 2010. Totalt fick hon fyra avkommor, varav den hittills vinstrikaste avkomman är Mellby Duke (2012).